# خط حجازي

اسمي غسان بن موسى باشورة 

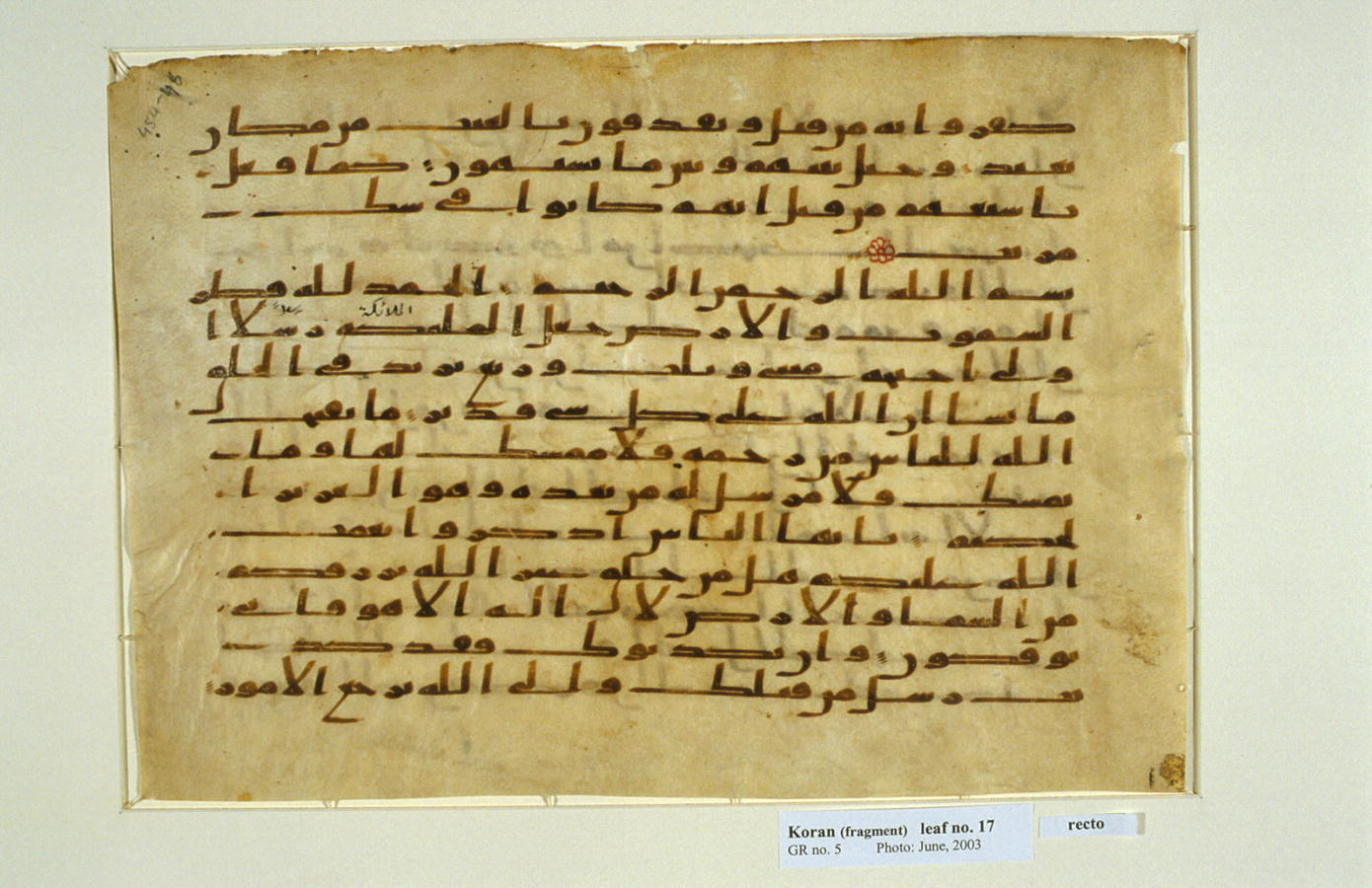
صورة ورقة من مصحف مكتوب بالخط الحجازي (الآيات 53-54 من سورة سبأ والآيات 1-4 من سورة فاطر)

الخط الحجازي أو الخط الحجازي المائل هو أحد الخطوط العربية، كان أول ظهور له ب الحجاز بالجزيرة العربية وانتشر خارجها بعد الفتوحات الإسلامية في عهد عمر بن الخطاب، وظهر في القرن الثاني الهجري (القرن الثامن الميلادي).

## التسمية
تسمية هذا الطراز من الخط بالحجازي هي تسمية حديثة أطلقها المستشرق الإيطالي ميكيلي أماري معتمدًا على ما أورده ابن النديم في وصف هذا الخط وعزوه له إلى مكة والمدينة في كتاب الفهرست.

## وصف الخط

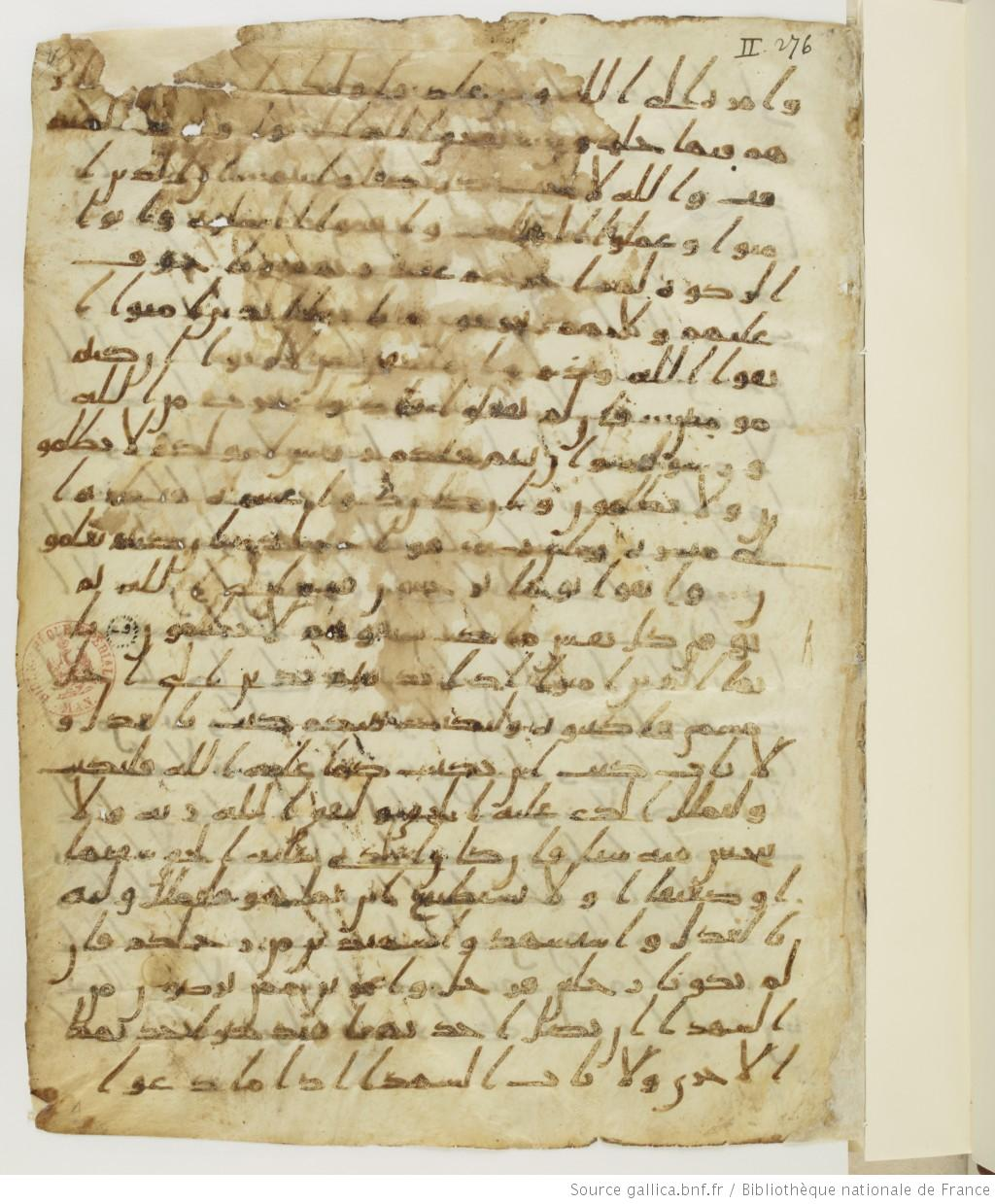
صفحة بالخط الحجازي مرقومة Arabe 328a

يصف ابن النديم هذا الخط في كتاب الفهرست نقلًا عن ابن إسحاق إذ يقول: 
قال محمد بن إسحاق فأول الخطوط العربية الخط المكي وبعده المدني ثم البصري ثم الكوفي فأما المكي والمدني ففي ألفاته تعويج إلى يمنة اليد وأعلا الأصابع وفي شكله انضجاع يسير...
الفهرست، 1، 14 
ويذكر ابن النديم نقلًا عن ابن اسحاق أن خالد بن أبي الهياج كتب بهذا الخط إذا يقول في الفهرست كذلك
قال محمد بن إسحاق أول من كتب المصاحف في الصدر الأول ويوصف بحسن الخط خالد بن أبي الهياج رأيت مصحفاً بخطه وكان سعد نصبه لكتب المصاحف والشعر والأخبار للوليد بن عبد الملك ...
الفهرست، 1، 14 

## انظر أيضًا

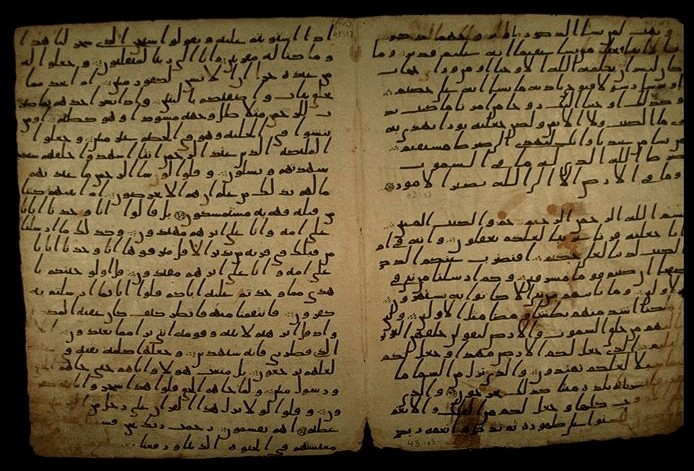
مخطوطة من مخطوطات صنعاء تظهر فيها سورة الزخرف بالخط الحجازي

## حروف الخط
| الحرف | الحرف بالخط الحجازي                       |
| ----- | ----------------------------------------- |
| الألف | الألف                                     |
| الفاء | الفاء، القاف · الفاء، القاف في وسط الكلمة |
| القاف | الفاء، القاف · الفاء، القاف في وسط الكلمة |